# 1410-1419
De jaren 1410-1419 (van de christelijke jaartelling) zijn een decennium in de 15e eeuw.

## Belangrijke gebeurtenissen

### Honderdjarige Oorlog
- 1410 : Karel van Orléans, zoon van de vermoorde Lodewijk I van Orléans huwt met Bonne van Armagnac, de dochter van Bernard VII van Armagnac, leider van de Armagnacs.
- 1412 : Verdrag van Auxerre. Een tijdelijke wapenstilstand in de burgeroorlog tussen Armagnacs en Bourguignons.
- 1413 : Opstand van de Cabochiens. Een opstand in Parijs gesponsord door de Bourguignons.
- 1413 : Koning Hendrik IV van Engeland sterft, hij wordt opgevolgd door zijn zoon Hendrik V.
- 1414 : Hendrik V eist aan Lodewijk, zelfverklaarde hertog van Guyenne en regent van Frankrijk, in de plaats van zijn waanzinnige vader koning Karel VI van Frankrijk, duidelijkheid.
- 1415 : Slag bij Azincourt. De Fransen worden verpletterend verslagen door de Engelsen. Karel van Orléans wordt gevangengenomen.
- 1416 : Hertog Jan van Berry, oom van Karel VI sterft.
- 1417 : De Engelsen veroveren het Hertogdom Normandië.
- 1418 : Bernard VII van Armagnac wordt vermoord.
- 1419 : Jan zonder Vrees wordt vermoord.

### Heilig Roomse Rijk
- 1410 : Ruprecht van de Palts (rooms-koning) sterft, de keurvorsten kiezen Jobst van Moravië als Rooms-Duitse koning.
- 1411 : Jobst sterft, zijn neef Sigismund van Luxemburg volgt hem op.
- 1414 : Sigismund roept het Concilie van Konstanz bijeen om het Westers Schisma te ontwarren.
- 1415 : De Boheemse prediker Johannes Hus komt met een vrijgeleide  naar het concilie, maar als hij weigert zijn eigen werk te verwerpen, wordt hij levend verbrand. Het concilie oordeelt dat alle werken van de Schotse prediker John Wyclif moeten worden vernietigd en dat zijn stoffelijke resten moeten worden opgegraven en verbrand.
- 1417 : De drie pausen worden afgezet, en Paus Martinus V wordt de nieuwe paus.
- 1418 : Begin van het Conciliarisme. Een uitspraak van een concilie staat boven de uitspraak van de paus.
- 1419 : Wenceslaus van Luxemburg koning van Bohemen sterft, zijn halfbroer Sigismund neemt de titel over.
- 1419 : Eerste Praagse Defenestratie. De Boheemse bevolking komt in opstand.

### Europa
- 1410 : Slag bij Tannenberg. De Pools-Litouwse unie verslaat de Duitse Orde.
- 1415 : Verovering van Ceuta. De eerste nederzetting van de Portugezen op Afrikaanse bodem.

### Lage Landen
- 1415 : Anton van Bourgondië, sneuvelt in de slag van Azincourt, zijn zoon Jan IV van Brabant volgt hem op.
- 1418 : Jan IV van Brabant huwt met Jacoba van Beieren, gravin van Holland, Zeeland en Henegouwen.
- 1418 : Beleg van Dordrecht. Jan VI van Beieren, prins-bisschop van Luik, oom van Jacoba, gaat niet akkoord en krijgt steun van Rooms-Duitse koning Sigismund.
- 1419 : Hertog Jan zonder Vrees wordt vermoord, hij wordt opgevolgd door zijn zoon Filips de Goede
- 1419 : Zoen van Woudrichem. Filips de Goede bemiddelt in de strijd tussen Jacoba en haar oom Jan VI van Beieren.

### West-Azië
- 1410 : Ottomaanse Interregnum. Mehmet I van het Ottomaanse Rijk krijgt steun van keizer Manuel II van Byzantium
- 1411 : Na het vertrek van de Mongolen wordt de regio Perzië-Irak betwist tussen de Ak Koyunlu en de Kara Koyunlu.
- 1413 : Mehmet I wordt de nieuwe sultan van het Ottomaanse Rijk.

### Ontdekkingsreizen
- 1418 : De Portugezen herontdekken Madeira.

## Kunst en cultuur
- Les Très Riches Heures du duc de Berry ("De zeer rijke uren van de hertog van Berry") is een rijk geïllumineerd getijdenboek, besteld rond 1410 door Jan van Berry en gedeeltelijk vervaardigd door de befaamde miniatuurschilders de gebroeders Van Limburg. Van de 66 grote miniaturen in het handschrift zouden er 35 van hun hand zijn en 25 van de 65 kleinere worden door moderne onderzoekers aan hen toegeschreven.

<< · 1410 · 1411 · 1412 · 1413 · 1414 · 1415 · 1416 · 1417 · 1418 · 1419 · >>
<< · 1400-1409 · 1410-1419 · 1420-1429 · 1430-1439 · 1440-1449 · 1450-1459 · 1460-1469 · 1470-1479 · 1480-1489 · 1490-1499 · >>